# Генріх фон Бер
Барон Генріх фон Бер (нім. Heinrich Baron von Behr; 26 червня 1902, Гольдінген — 14 серпня 1983, Бонн) — німецький воєначальник, генерал-майор вермахту (1 квітня 1945) і бундесверу (1 липня 1957). Кавалер Лицарського хреста Залізного хреста з дубовим листям.

## Біографія
В 1919-20 роках у складі Балтійського ландверу брав участь у бойових діях в Прибалтиці. 1 квітня 1922 року поступив на службу в 16-й кінний полк. З 1 квітня 1937 року — тренер і директор курсу військово-спортивного училища у Вюнсдорфі. З 3 вересня 1939 року — командир роти 81-го запасного танкового батальйон зв'язку. Учасник Французької кампанії і німецько-радянської війни. З 15 вересня 1941 року — комендант Лохвиці. З 20 жовтня по 16 грудня 1941 року — командир 424-го танкового батальйону зв'язку танкового корпусу «Африка». З 13 по 30 листопада 1942 року — виконувач обов'язків начальника військ зв'язку армії «Африка». З 1 липня 1943 року — командир 200-го моторизованого полку, з яким воював на Корсиці і в Італії. З 27 грудня 1944 року — командир 90-ї моторизованої дивізії, яка діяла в Італії. 28 квітня 1945 року взятий в полон англо-американськими військами. 29 серпня 1947 року звільнений. 3 вересня 1956 року поступив на службу в бундесвер. В 1959-62 роках — командир 1-го корпусу. 30 вересня 1962 року вийшов у відставку.

## Нагороди
- Балтійський хрест
- Медаль «За вислугу років у Вермахті» 4-го, 3-го і 2-го класу (18 років)
- Залізний хрест
  - 2-го класу (20 квітня 1940)
  - 1-го класу (14 червня 1940)
- Нагрудний знак «За участь у загальних штурмових атаках»
- Нарукавна стрічка «Африка»
- Лицарський хрест Залізного хреста з дубовим листям
  - лицарський хрест (23 лютого 1944)
  - дубове листя (№689; 9 січня 1945)
- Нагрудний знак ближнього бою в бронзі
- Орден «За заслуги перед Федеративною Республікою Німеччина», командорський хрест (19 вересня 1962)